# ホンダ・RVF
RVF(アールブイエフ)は、かつて本田技研工業が製造していたオートバイのシリーズである。なお本項では公道向け車のRVF及びRVF/RC45及びそれらをベース車としたレース用車両についても解説を行う。

## 概要
排気量400ccクラスの普通自動二輪車ならびに750ccクラスの大型自動二輪車で、ホンダ・レーシング(HRC)が開発し1985年から投入されたレース専用ワークスマシンおよび1994年に発売された公道走行可能なホモロゲーションモデルに使用された商標である。

## モデル別解説
本項では競技専用モデルと公道走行モデルにわけて解説を行うが、いずれのモデルも以下の共通点がある。
- フルカバーカウルの装着
- 水冷4ストロークカムギアトレーン4バルブDOHC90°バンクV型4気筒ガソリンエンジン[注 1]を搭載
- フロント:ダブルディスク/リア:シングルディスクの油圧式ディスクブレーキを装備

## 競技専用モデル(1984 - 1993年モデルまで)
RVF400・RVF750の2モデルが製造された。

### RVF400

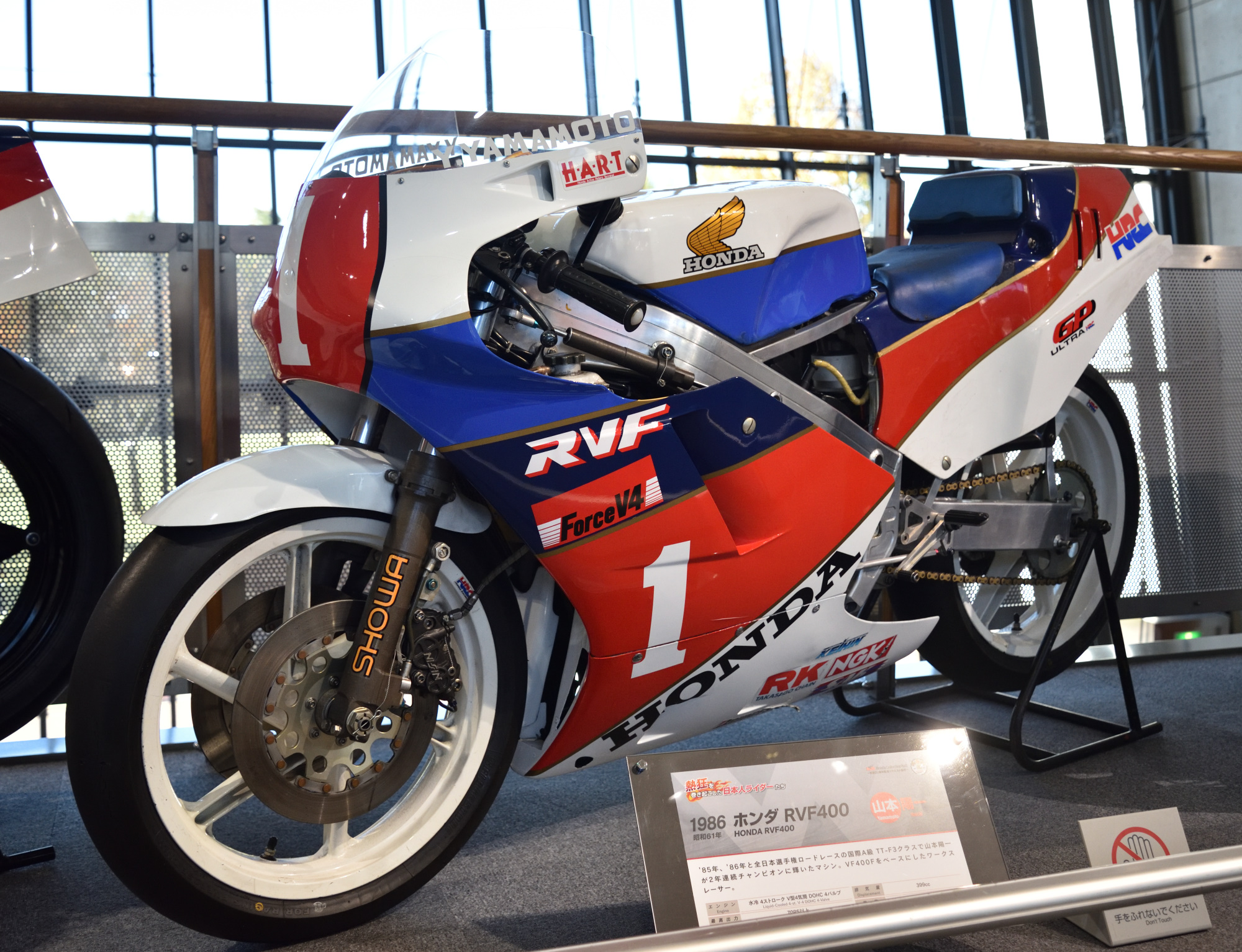
RVF400
1986年のTT-F3クラスで山本陽一がスポーツランドSUGO戦で優勝した車両
ホンダコレクションホール所蔵車両

1984年から開催された全日本ロードレース選手権TT-F3クラス用に開発され、1985年から投入された。モデルコードはNW0。
レギュレーションで公道用市販車をベースにすることを規定されたことからVF400F(NC13)が基になるが、エンジンもシリンダーヘッド/ブロックを生産車ベースのモノを使う以外は全くの別の「レース専用ワークスマシン」として誕生した。カムギアトレーン化ならびに軽量高剛性のチタン合金製バルブ・コンロッドの採用。キャブレター挟み角を72°から52°へと変更しストレートインテーク化の実施。1986年モデルで最高出力70ps以上/13,500rpm・最大トルク3.85kg-m/11,000rpmのスペックを発揮。変速機は常時噛合式6段リターントランスミッションを搭載する。
フレームもVF400Fのダブルクレドール型に対してアルミ製ツインチューブダイヤモンドフレームを採用する全くの別物である。またサスペンションはフロントが正立テレスコピック、リアがプロリンクとなっている。乾燥重量は128kgである。
全日本ロードレース選手権での戦績は1985年・1986年に山本陽一によりNC13ベースのNW0A及びBが、1987年に田口益充がNC24ベースのNW0Cで年間チャンピオンを獲得。TT-F3カテゴリーからメーカーワークスマシンが撤退した1988年までレースに投入された。

### RVF750
| RVF7501985年モデル(左)1991年モデル(右)フロントフォーク(正立・倒立)リヤサスペンション(プロリンク・プロアーム)ボディカウル・タンク形状の差異に注意ホンダコレクションホール所蔵車両      |  | RVF7501985年モデル(左)1991年モデル(右)フロントフォーク(正立・倒立)リヤサスペンション(プロリンク・プロアーム)ボディカウル・タンク形状の差異に注意ホンダコレクションホール所蔵車両 |
| RVF750 1985年モデル(左)1991年モデル(右) フロントフォーク(正立・倒立) リヤサスペンション(プロリンク・プロアーム) ボディカウル・タンク形状の差異に注意 ホンダコレクションホール所蔵車両 |  | |

1984年から開催された全日本ロードレース選手権TT-F1クラス、及び国際モーターサイクリズム連盟(FIM)が主催する世界耐久選手権(EWC)及びマン島TTレース参戦用のモデル。モデル基本コードはNW1。ベースモデルはRC15型VF750Fで1984年に投入されたRS750Rの開発を経てから本モデルが開発された 。改造範囲は上記RVF400同様にアルミツインチューブダイヤモンド型フレームや後輪プロリンクサスペンションのほか多岐に渡っており、点火順序変更をしたほか集合方式が4into2into1のマフラーを装着し、車重は約140kgで最高出力は130ps以上とされた。
1985年にモデルコードNW1Aが投入されて以降、以下で解説する改良が行われた。
1985年モデル:NW1A

#### 1986年モデル:NW1B
リヤサスペンション及びスイングアーム懸架方式を片持ち式プロアームへ変更。

#### 1987年モデル:NW1C
開発中であった1987年モデルを前年の1986年開催の鈴鹿8時間耐久ロードレースでワイン・ガードナー/ドミニク・サロン組へ先行投入。エンジンをRC24型VFR750Fベースの物へ変更。

#### 1988年モデル:NW1D
ベース車をVFR750R(RC30)へ変更。

#### 1989年モデ:NW1G
1988年モデルを熟成させる小変更。最高出力142.3psのスペックを発揮。

#### 1990年モデル:NW1H
カウル前面にメッシュ穴を加工を施すなど細部に至る部分まで見直し前年モデルと比較し約7kgの軽量化。この年を最後に鈴鹿8耐を除く世界耐久選手権から撤退。

#### 1991年モデル:NW1K
前年までレギュレーションで許されていた1％のボアアップ禁止およびガス欠防止対策に対応。フロントフォークを倒立式サスペンション化。この年を最後にTT-F1カテゴリが終了。

#### 1992年

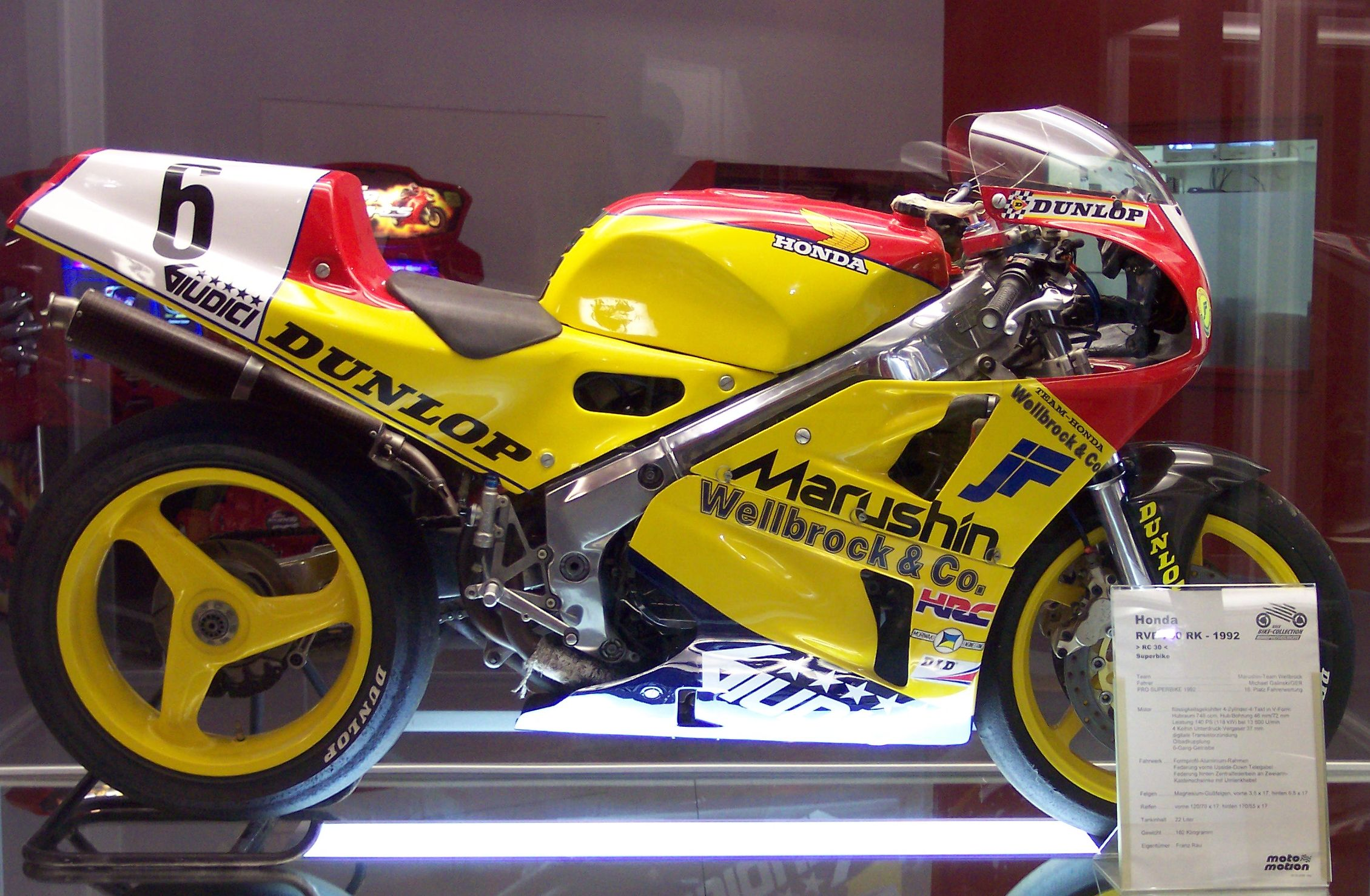
1992年式RVF750

#### 1992年モデル:NW1P

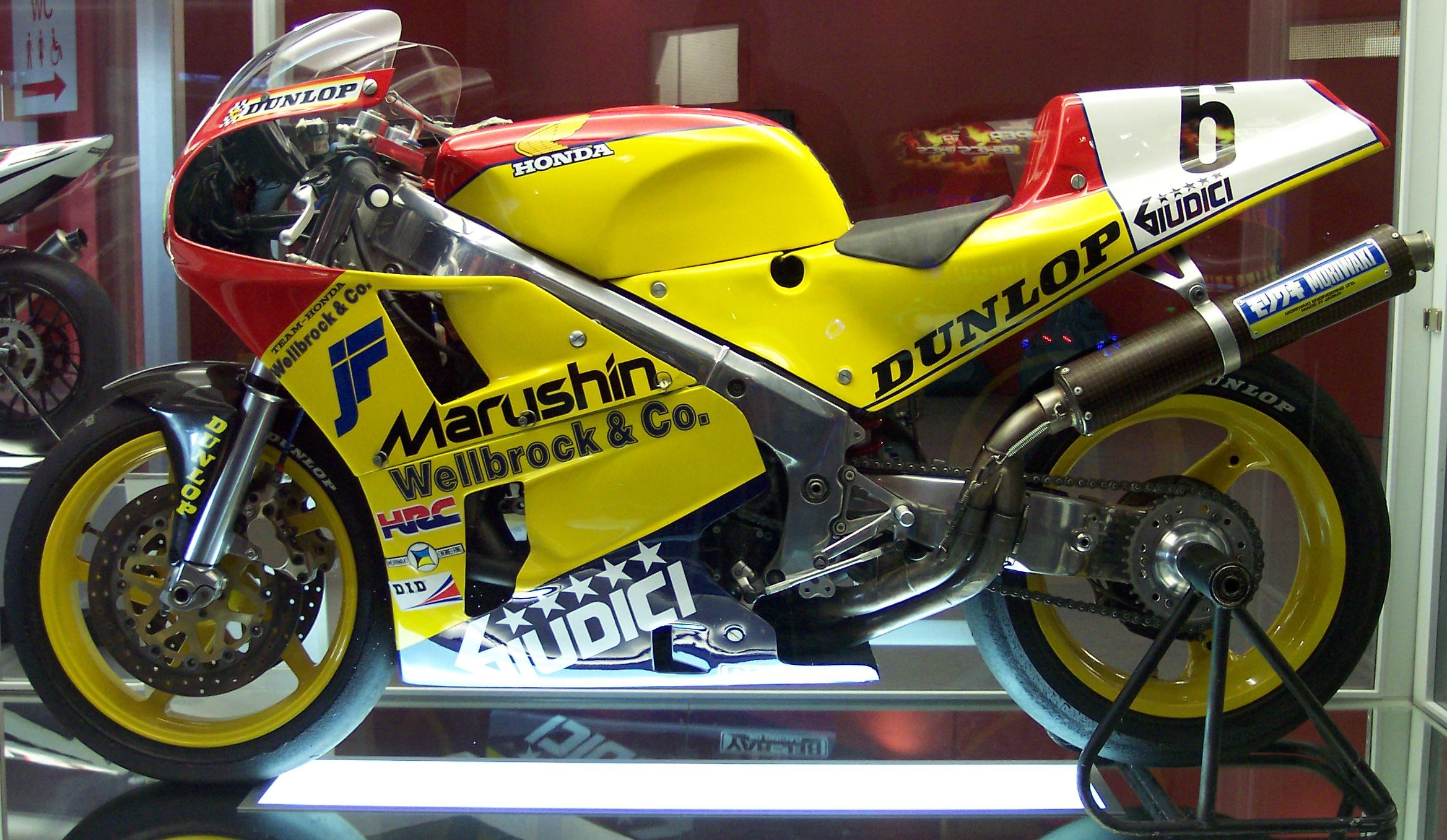
同1992年式RVF750

ラムエアインテークを採用したほか、エンジン・車体剛性など13項目を改良。
| RVF750 最終1993年モデルホンダコレクションホール所蔵車両  |  | RVF750 最終1993年モデルホンダコレクションホール所蔵車両 |
| RVF750 最終1993年モデル ホンダコレクションホール所蔵車両 |  |                                                         |

#### 1993年モデル:NW1P

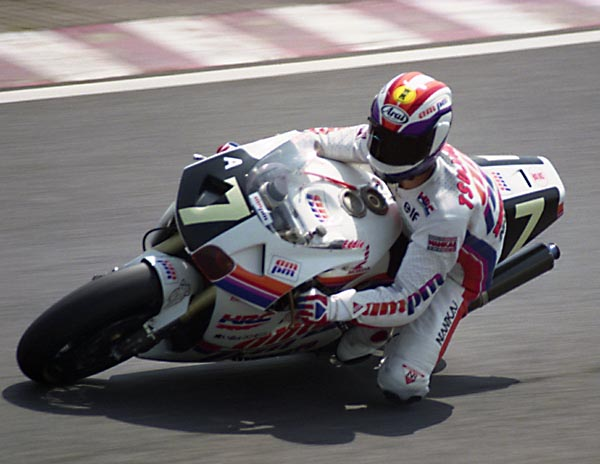
ライディング中の辻本聡(1993年鈴鹿8耐)

最終モデル。カウルやタンク形状を変更。こののちの車両は後述のRVF/RC45をベース車両に引き継がれる。1993年の世界耐久選手権第5戦・鈴鹿8時間耐久レースで2位入賞。前輪に16.5インチの新サイズタイヤを装着していた(No.7 エディ・ローソン/辻本聡)。

以下は主な獲得タイトルである。
FIM世界耐久選手権
- 1989年全4戦優勝
- ル・マン24時間耐久ロードレース：1986年 - 1990年
- ボルドール24時間耐久ロードレース：1989年・1990年
- 鈴鹿8時間耐久ロードレース：1985年・1986年・1989年・1991年・1992年

- マン島TTレースTTF-1クラス
  - 1985年 - 1988年ジョイ・ダンロップ
  - 1989年・1991年スティーブ・ヒスロップ
  - 1990年カール・フォガティ
  - 1992年フィリップ・マッカレン
  - 1993年ニック・ジェフリース

- 全日本ロードレース選手権TT-F1クラス
  - 1988年・1990年・1991年

## 公道走行可能モデル
400cc・750cc共にレーサーレプリカに分類されるモデルであるが、750ccモデルはスーパーバイククラス用のホモロゲーションマシンを兼ねて製造販売された。

## RVF

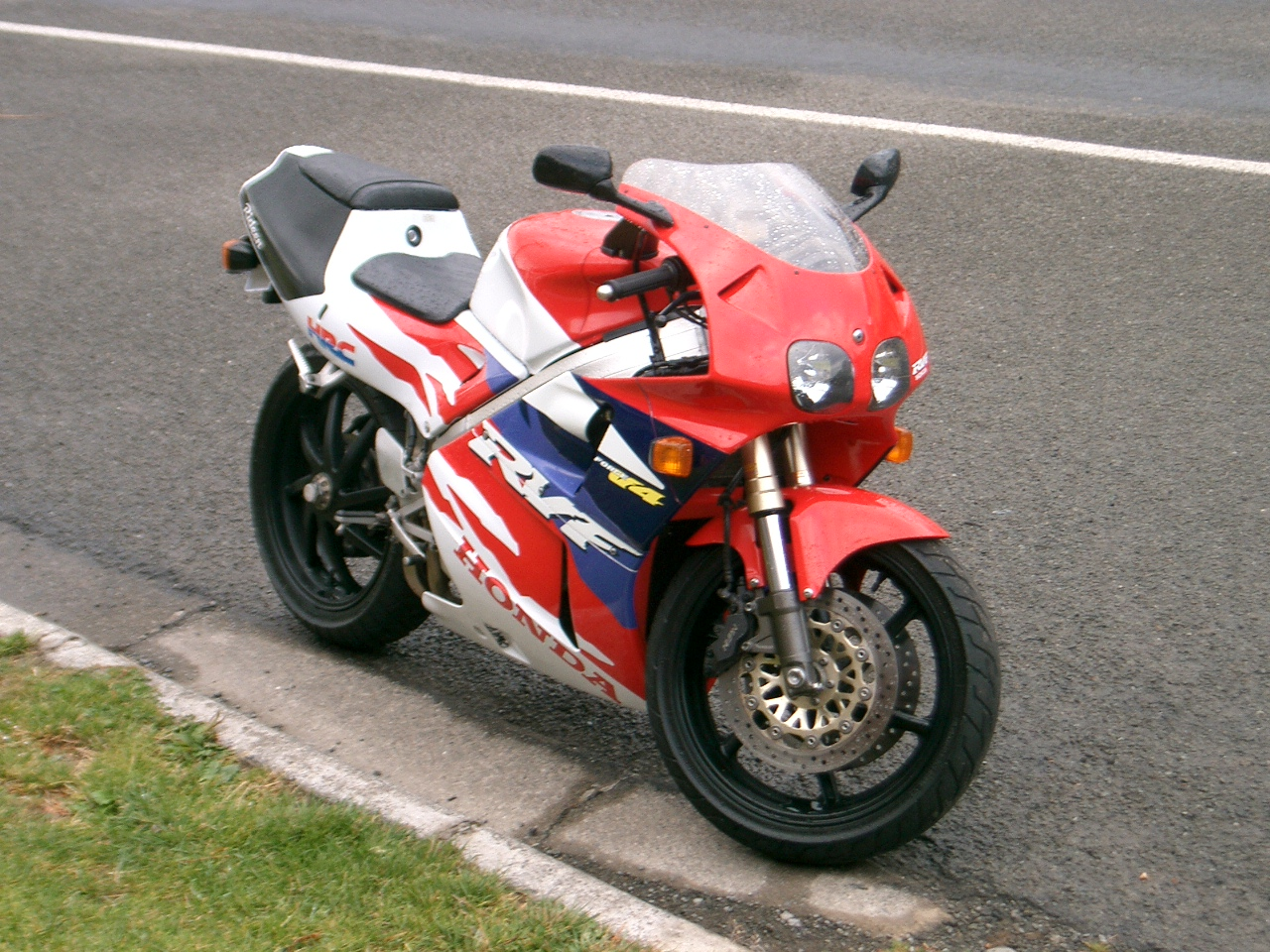
RVF
1994年モデル

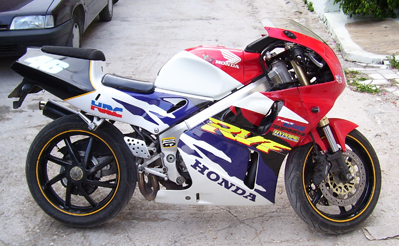
1998年式RVF400

1993年10月22日 - 11月5日に幕張メッセで開催された第30回東京モーターショーに参考出品された。翌1994年1月12日に同月20日から発売することが発表された排気量399ccの普通自動二輪車としてのモデルである。型式名NC35。VFR400R(NC30)からのフルモデルチェンジ車で、先述したRVF750のテイスト・テクノロジーを加味した上でNC30型VFR400から以下の変更を実施した。
- キャブレターをレスポンス性に優れ吸気系のストレート化に貢献するバキュームピストン型への変更
- エアファンネルを前後不等長タイプに変更し前後バンクの吸気管長を変更
- 吸気ポートの内径・形状見直し
- バルブ開閉タイミング変更
- エアクリーナーボックスに直接空気導入を行うダイレクトエアインテークシステムを採用(アッパーカウルに設けられたNACAダクト形状の開口部からエアダクトを経由しタンクカバーを貫通しエアクリーナーボックスに空気導入をする方式)
- 6速トランスミッションの1速 - 3速をローレシオ化[注 7]
- クラッチプレートを10枚から9枚へ変更
- フレームを新設計のアルミツインチューブ式ダイヤモンド形状へ変更
- 大径ステムパイプ採用によるフロント廻りの高剛性化
- エンジン懸架方式をフロント側エンジンヘッド部とロアケース部の2点支持方式とした
- スイングアームピボット部の結合剛性を最適化
- フロントフォークを41mm径の倒立式テレスコピックサスペンションに変更
- 後輪ホイール径を17インチ化
- フロントブレーキは後述するRVF/RC45と同じ対向式異径4ポットピストンキャリパーとローター径296mmのフローティング式ダブルディスクへ変更
- リヤブレーキは対向式2ポットピンスライドキャリパーに焼結パッドを組み合わせたシングルディスクへ変更
- 空力特性を一層向上させ前面投影面積を減少させる目的からフロントカウルをよりスラント・スリム化
- シートカウル形状をRVF750のような後方へ絞り込んだタイプへ変更
- ヘッドライトに市販二輪車国内初となる配光性および明澄性に優れたマルチリフレクター式ツインフォーカスタイプを採用
- ハンドルグリップ位置を10mm上方及び24mm手前へ位置変更

最高出力は1992年に実施された馬力自主規制値の引き下げより59psから53psへダウンされた。
販売目標は5,000台/年。消費税抜希望小売価格は780,000円に設定された。
1996年2月14日発売で価格据え置きのままカラーリング変更を実施し、2000年代初頭まで販売された。
なお、本モデルを最後に本田技研工業が製造する排気量400cc以下のV型4気筒エンジンを搭載するオートバイは存在しない。

## RVF/RC45
前述したNC35型RVF同様に第30回東京モーターショーに参考出品後、1994年1月7日に同年同月8日から発売することが発表された排気量749ccの大型自動二輪車としてのモデルである。車名は先述のNC35型RVFと区別するため型式名のRC45まで含ませたRVF/RC45が正式名称である。
NC35型同様にRVF750開発過程で得た技術のフィードバックがされたと共にスーパーバイク世界選手権(SBK)やAMAスーパーバイク選手権、全日本ロードレース選手権スーパーバイククラスといったスーパーバイク規定での、プロダクションレース用ベース車両としてのホモロゲーションモデルでもあったRC30型VFR750Rからのモデルチェンジ車という位置付けがされたことから、本モデルもスーパーバイク世界選手権のレギュレーション上規定されている車両販売台数に対応して当初は500台限定生産の予定であったが、1994年8月22日に同日から同年10月15日までの期間の期間限定受注とした上で同年12月10日に発売することが発表された。

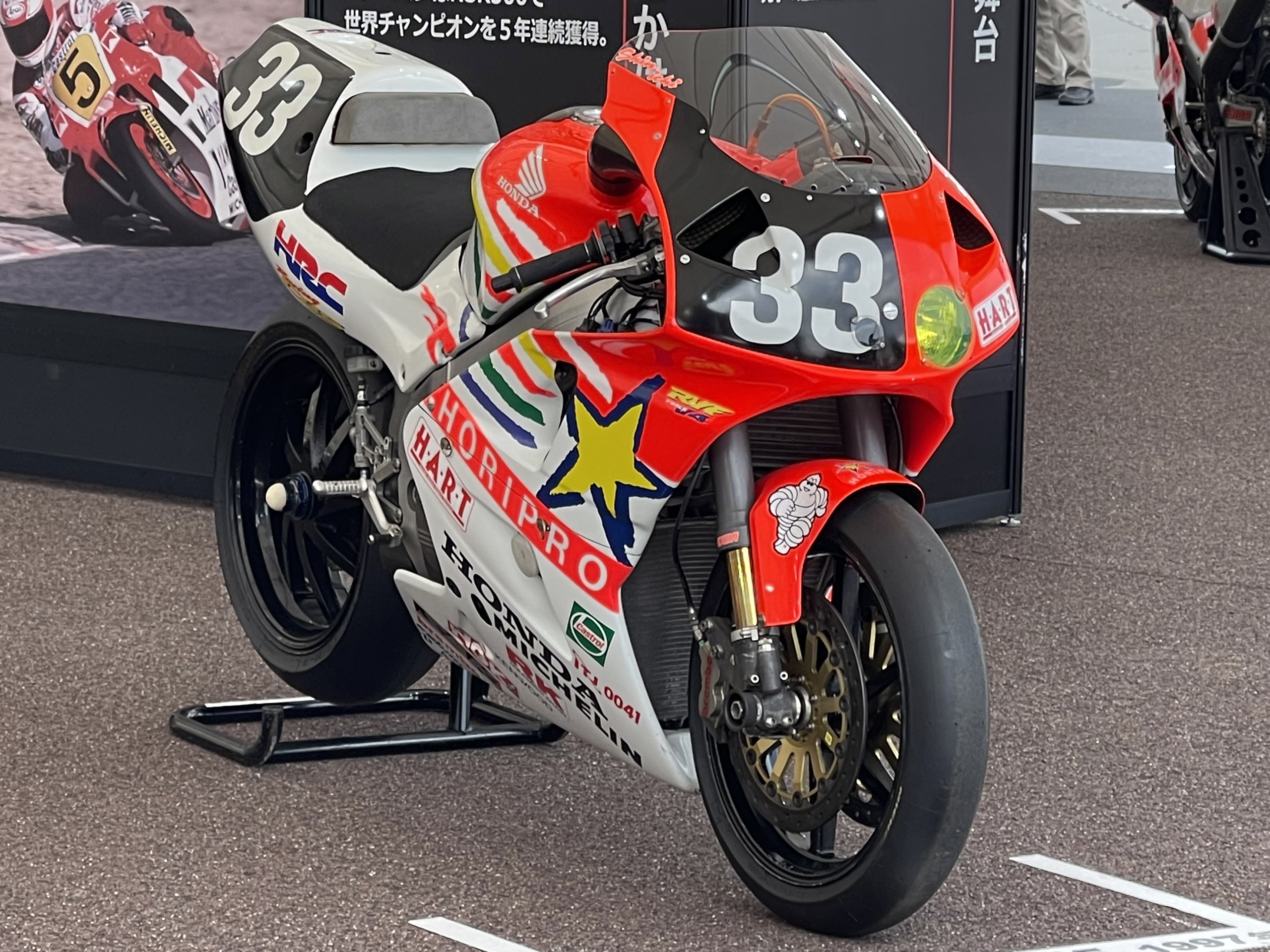
1997年式ワークスRVF/RC45モデルコード:NWAG(鈴鹿サーキット60周年ファン感謝デーにて展示された車両)

チタン合金・マグネシウム合金・鋳造アルミ合金などの軽量素材を多用していたほか、RVF750からフィードバックされた最新技術を惜しみなく投入したことにより消費税抜メーカー希望小売価格は当時としては破格の2,000,000円に設定された。またRVF750から以下の変更を実施した。
- 搭載するエンジンは1982年のRC07型VF750セイバーからキャリーオーバーされ続けてきたRC07E型から大幅な設計変更を施したRC45E型[注 12]へ変更。
  - 内径x行程:70.0x48.6(mm)・排気量748ccであったものを内径x行程:72.0x46.0(mm)・排気量749ccへ変更
  - 燃料供給をキャブレターから電子制御式燃料噴射装置のPGM-Fiへ変更
  - カムギアトレーンをエンジン中央から右端に配置変更し直し、ギア枚数やベアリング数を減少させエンジン自体の軽量化を実施
  - カムシャフトの長さを短縮
  - パウダーメタルコンポジット[注 13]のシリンダースリーブを採用
  - スリッパータイプピストンにチタン合金製コンロッドを採用
  - 大口径4連ボア採用のスロットルボディやストレートタイプインテークポートを採用
  - プラグ点火時期を最適にコントロールするためPGMイグニションを採用
  - ラジエーターはアルミ製上下2分割タイプとし下部ラジエーター裏側に薄型ファンモーターを搭載
  - 大型空冷式オイルクーラーを上部ラジエーター後方に縦向きに配置することで走行抵抗を増すことなく油温を適正に維持できるものとしている
- スピードメーターは針ぶれの少ない軽量コンパクトな電気式アナログタイプを搭載
- デジタル式水温計を搭載
- 燃料タンクは容量18Lの軽量アルミ製
- 足回りの基本設計はNC35型とほとんど同様な構成であるが前輪ディスクブレーキはローター径を310mmとした上で焼結パッドを採用

| 鈴鹿8時間耐久ロードレース優勝マシン1997年モデルのNWAG(左)1998年モデルのNWAH(右)ホンダコレクションホール所蔵車両   |  | 鈴鹿8時間耐久ロードレース優勝マシン1997年モデルのNWAG(左)1998年モデルのNWAH(右)ホンダコレクションホール所蔵車両 |
| 鈴鹿8時間耐久ロードレース優勝マシン 1997年モデルのNWAG(左)1998年モデルのNWAH(右) ホンダコレクションホール所蔵車両 |  | |

エンジンスペックは馬力自主規制により国内仕様は最高出力を77ps/11,500rpm・最大トルク5.7kg-m/7,000rpm。輸出仕様で120ps/12000rpm・最大トルク7.7kg-m/10000rpmとされたが、HRCから販売されていたレースキットを使用することにより最大150psを発生させることが可能であり、ワークスレーサーモデルには1995年のHRCワークス車には可変管長エアファンネルが採用されたが、鈴鹿8耐仕様を除けば1年で使わなくなった。1997年モデルよりツインインジェクターが採用され、1997年鈴鹿8耐仕様では最高出力160ps以上/14,500rpmを発揮した。参戦最終年となった1999年モデル車はエンジンオイル循環方式をセミドライサンプ化され、最高出力191PSを発生した。また、HRCワークス系車に限り1998・1999年仕様車のみ従来のモデルで特徴であった片持ち式スイングアームであるプロアームを廃して両持ちのスイングアームに変更されている。これは1996年度末より始まった次期投入予定のVTR1000SPWの車体先行開発も兼ねていた。

### RVF/RC45ワークスレーサーモデル
1994年にモデルコードNWABが投入されて以降、以下で解説する改良が行われた。

#### 1994年モデル:NWAB
当シーズン途中からエンジンクランクマス及びフライホイールマスを増加させた新エンジンを採用。サテライトチームのカップヌードルレーシングにもワークス車の供給を実施。

#### 1995年モデル:NWAC
エンジンの出力アップとドライバビリティ向上の為TT-F1の時代から前年モデルのNWABまで使われていた4into2into1の左側1本出しを止め、よりストレートかつ緩やかな曲げとなる2into1 ☓2の左側2本出しの排気管に変更され可変管長エアファンネルを採用。この年からレギュレーション変更によりカーボン製ディスクローターが禁止になり、brembo製フロントキャリパーがモノブロックに進化した物となる。更に前年度の供給タンク形状がノーマルとかけ離れた形状の見直しに伴い、よりノーマル然とした形状に変更。前年モデルの途中からエンジンクランクマスを増加。シーズン途中より中本修平がLPLに就任。全日本選手権向けのワークス車とSBK仕様車のタイヤがミシュラン製に統一される。

#### 1996年モデル:NWAD
スプリント仕様では吸気ファンネルを従来と同じ固定タイプに変更。シーズン途中から前後連動ブレーキであるR-CBS(レーシング・コンビネーション・ブレーキ・システム)を一部のマシンにのみ採用(※ただしこのR-CBSはCBR1100XXやVFR(RC46)などで採用されたD-CBSとは根本的に異なる)。

#### 1997年モデル:NWAG
ツインインジェクター方式の採用、スプリント仕様の重量がSBKレギュレーション上の規定最低重量だった162kgまで軽量化。この年はレギュレーションリミットまでの軽量化が著しく(例を挙げるとエンジンスタッドボルトのチタニウム合金製に変更等)、外観上の相違点を見つける事が難しい。全日本選手権向け車のタイヤが武田雄一選手車のみダンロップ製に変更。この年からチームイワキと桜井ホンダにもワークス仕様車を供給開始(SWS＝Special-Works-Supportの意)。この年仕様がプロアームを使用する最期のファクトリーV4参戦車両となる。

#### 1998年モデル:NWAH
全日本ロードレース開幕戦から両持ちスイングアームをワークス車より先行投入。徹底した排気管のストレート/緩やかさの追求により更なる出力とドライバビリティが向上する。基本仕様となるHRC内製マフラーを2into1 ☓2の左側2本出しタイプから左右重量配分均等化を目指した左右振り分けタイプへ変更。SBK仕様のみ各部スペックをHRC内製に準じた物がスポンサーに付いたイタリアARROW社にて製作使用される事となる。
耐久仕様幅広スイングアームは全日本第4戦鈴鹿200kmレースから投入され他SWSチーム車含む同一のリヤ廻りに統一される。SBK仕様は99年最終戦まで狭幅仕様。冷却水の圧送量アップのため大型のウォーターポンプへ改装(現コレクションホール所蔵車両はMW4の物に交換されて保存)、更なる軽量化を狙ったマグネシウムヘッド/ジェネレーターカバーがEng外観上の大きな特徴となる。スプリント仕様の車重が規定最低重量の162kgを下回った事からスプリント仕様でもレギュレーション違反回避のためバラスト及びセルモーターを装備。

#### 1999年モデル:NWAJ
ワークス体制下参戦最終年。SBK排気管製作サポートメーカーが前年のイタリアARROW社からスロベニアAkrapovič(アクラポビッチ)社へと変更。他日本3メーカーに続き１番最後の採用となり、SBKシリーズに於いて日本４メーカー全社が同社品を採用する事となった。同社管は全日本選手権仕様にも装備。セミドライサンプ機構及び可変燃圧機構を採用。シーズン前にはBrembo製フロントブレーキキャリパーがラジアルマウント４ピストンに変更されたテスト車が登場するが、実戦投入されず全日本選手権開催時の現地展示のみであった。またSBK仕様としてフロントブレーキ一式をNISSIN製６ポッドキャリパー＆同社製320φディスクローターに変更した物がそのまま鈴鹿8耐を経てSBKシリーズ最終戦日本SUGOラウンドまで使われた(→次のVTR1000 SPWまで継続使用)。ワークス仕様車の供給はチームイワキと桜井ホンダは本年度までだったが、Team高武RSCはこの年から翌2000年度まで継続する。本年度をもって長年に渡る90°V4 750ccエンジン車のファクトリー車の参戦が終了するが、本年度と翌2000年度ともに全日本最終戦もてぎラウンドに於いて玉田誠が勝利しV4車参戦の有終の美を飾る。

#### 主なレースでの戦績
- スーパーバイク世界選手権：1997年年間チャンピオン(ジョン・コシンスキー)
- 全日本ロードレース選手権スーパーバイククラス：1995年 - 1996年年間チャンピオン(青木拓磨)/1998年年間チャンピオン(伊藤真一)
- AMAスーパーバイク選手権：1995年年間チャンピオン(ミゲール・デュハメル)/1998年年間チャンピオン(ベン・ボストロム)
- 鈴鹿8時間耐久ロードレース：1994年・1995年・1997年 - 1999年優勝
- デイトナ200マイルレース：1996年・1999年優勝(ミゲール・デュハメル)
- マン島TTレース：1994年優勝(スティーブ・ヒスロップ)/1995年 - 1997年優勝(フィリップ・マッカレン)/1998年優勝(イアン・シンプソン)/1999年優勝(ジム・ムーディー)
- マカオグランプリ：1998年優勝(マイケル・ラッター)

スーパーバイクカテゴリーのレギュレーションに対する排気量制限と最低重量の問題より、2000年のTeam高武RSCへの貸与を除いて、1999年をもってRVF系統におけるレース活動を終了し、スーパーバイクカテゴリーは後継モデルのVTR1000 SPWへ移行した。

## 各種諸元表
| 車名                   | RVF                                                 | RVF/RC45                                            |
| 型式                   | NC35                                                | RC45                                                |
| モデルイヤー           | 1994                                                | 1994                                                |
| 全長（m）              | 1.985                                               | 2.110                                               |
| 全幅（m）              | 0.685                                               | 0.710                                               |
| 全高（m）              | 1.065                                               | 1.110                                               |
| 最低地上高（m）        | 0.120                                               | 0.130                                               |
| ホイールベース（m）    | 1.335                                               | 1.410                                               |
| シート高（m）          | 0.765                                               | 0.770                                               |
| 乾燥/車重（kg）        | 165/183                                             | 189/211                                             |
| 最低回転半径（m）      | 2.9                                                 | 3.3                                                 |
| 原動機型式名           | NC13E                                               | RC45E                                               |
| 冷却・行程             | 水冷4ストローク4バルブDOHC90°バンクV型4気筒         | 水冷4ストローク4バルブDOHC90°バンクV型4気筒         |
| 内径（mm）             | 55.0                                                | 72.0                                                |
| 行程（mm）             | 42.0                                                | 46.0                                                |
| 総排気量               | 399                                                 | 749                                                 |
| 圧縮比                 | 11.3                                                | 11.5                                                |
| 燃料供給               | VP90キャブレター                                    | PGM-FI(電子制御式燃料噴射装置)                      |
| 最高出力               | 53ps/12,500rpm                                      | 77ps/11,500rpm                                      |
| 最大トルク             | 3.7kg-m/10,000rpm                                   | 5.7kg-m/7,000rpm                                    |
| 60㎞/h定地走行燃費     | 30km/L                                              | 22km/L                                              |
| 始動方式               | セルフ式                                            | セルフ式                                            |
| 点火装置               | フルトランジスタ式バッテリ                          | フルトランジスタ式バッテリ                          |
| 潤滑方式               | 圧送飛沫併用式(ウェットサンプ)                      | 圧送飛沫併用式(ウェットサンプ)                      |
| 潤滑油容量             | 3.0L                                                | 4.5L                                                |
| 燃料タンク容量         | 15L                                                 | 18L                                                 |
| クラッチ               | 湿式多板ダイヤフラムスプリング                      | 湿式多板ダイヤフラムスプリング                      |
| 変速方式               | 左足動式リターン                                    | 左足動式リターン                                    |
| 変速機                 | 常時噛合6段                                         | 常時噛合6段                                         |
| 1速                    | 3.307                                               | 2.400                                               |
| 2速                    | 2.352                                               | 1.941                                               |
| 3速                    | 1.875                                               | 1.631                                               |
| 4速                    | 1.590                                               | 1.434                                               |
| 5速                    | 1.434                                               | 1.291                                               |
| 6速                    | 1.318                                               | 1.192                                               |
| 1次減速比              | 2.117                                               | 1.939                                               |
| 2次減速比              | 2.533                                               | 2.352                                               |
| フレーム               | アルミ合金製ツインチューブダイヤモンド              | アルミ合金製ツインチューブダイヤモンド              |
| フロントサスペンション | インナーチューブ径41mm倒立テレスコピック            | インナーチューブ径41mm倒立テレスコピック            |
| リヤサスペンション     | プロアーム                                          | プロアーム                                          |
| キャスター             | 25°00′                                              | 24°30′                                              |
| トレール（mm）         | 92.0                                                | 92.0                                                |
| タイヤ（前）           | 120/60R17 55H                                       | 130/70ZR16                                          |
| タイヤ（後）           | 150/60R17 66H                                       | 190/50ZR17                                          |
| ブレーキ（前）         | 異径4ポット対向ピストンフローティングダブルディスク | 異径4ポット対向ピストンフローティングダブルディスク |
| ブレーキ（前）         | 2ポットピンスライドキャリパーシングルディスク       | 2ポットピンスライドキャリパーシングルディスク       |
| 消費税抜価格           | 780,000円                                           | 2,000.000円                                         |
| ---------------------- | --------------------------------------------------- | --------------------------------------------------- |